# Thérmi
Thérmi är en kommunhuvudort i Grekland.   Den ligger i prefekturen Nomós Thessaloníkis och regionen Mellersta Makedonien, i den nordöstra delen av landet, 290 km norr om huvudstaden Aten. Thérmi ligger 54 meter över havet och antalet invånare är 14 373.
Terrängen runt Thérmi är platt åt sydväst, men åt nordost är den kuperad. En vik av havet är nära Thérmi västerut.Runt Thérmi är det ganska tätbefolkat, med 78 invånare per kvadratkilometer. Närmaste större samhälle är Thessaloníki, 13,1 km nordväst om Thérmi. Trakten runt Thérmi består till största delen av jordbruksmark.